# Битва статей (фільм, 1914)
Битва статей (англ. The Battle of the Sexes) — американська драма режисера Девіда Ворка Гріффіта 1914 року. Вважається загубленим, збереглося тільки 2 хвилини з приблизно 50-ти.

## У ролях
- Дональд Крісп — Френк Ендрюс
- Ліліан Гіш — Джейн Ендрюс, дочка
- Роберт Херрон — Джон Ендрюс, син
- Мері Елден — місіс Френк Ендрюс
- Оуен Мур — коханець Клео
- Фей Тінчер — Клео
- Вільям Лоуренс
- Рудольф Валентіно